# Tsveta Karayantcheva
Tsveta Valtcheva Karayantcheva (en bulgare : Цвета Вълчева Караянчева), née le 25 février 1968 à Bolyarovo, est une ingénieure et femme politique bulgare, présidente de l'Assemblée nationale du pays de novembre 2017 à mars 2021.

## Biographie

### Jeunesse, éducation et début de carrière
Tsveta Valtcheva Karayantcheva naît le 25 février 1968 à Bolyarovo dans la province de Yambol,. Elle étudie au sein d'une école d'ingénierie mécanique à Kardjali avant d'obtenir un diplôme à l'Université technique de Sofia en ingénierie, et un autre à la Nouvelle université bulgare en gestion,.
Tsveta Karayantcheva travaille dans une l'usine de produits en plastique Formplast à Kardjali, avant de devenir designer en chef et directrice d'usine. Elle travaille par la suite dans l'industrie au Kirghizistan.

### Carrière politique
Tsveta Karayantcheva est membre du parti GERB et est devient coordinatrice régionale à Kardjali en 2007. Alors qu'elle travaille comme ingénieure, elle « transforme le GERB de Kardjali en une machine bien huilée qui réussit à supplanter le BSP en tant que deuxième force politique du district, voire mettre en danger le MRF, qui y a toujours régné ». Elle est élue membre de l'Assemblée nationale, représentant la circonscription de Kardjali, lors des élections législatives de 2009,. Elle est réélue en 2013, 2014 et 2017. Elle est l'un des cinq vice-présidents de l'Assemblée de mai à novembre 2017,.
Tsveta Karayantcheva est élue présidente de l'Assemblée le 17 novembre 2017, avec 138 voix pour, trois contre et 71 abstentions. Elle remplace Dimitar Glavtchev, qui démissionne pour éviter un « bouleversement politique » lorsque la Bulgarie prend la présidence tournante du Conseil de l'Union européenne.
En novembre 2018, Karayantcheva parraine un amendement au Code pénal pour lutter contre la violence domestique. En juin 2019, elle effectue une visite officielle à Moscou. Le 9 mars 2020, en réponse à la pandémie de Covid-19 , Tsveta Karayantcheva interdit les voyages à l'étranger de tous les députés. Le 26 mars, elle propose que l'Assemblée suspende les séances ordinaires et ne se réunisse qu'en cas d'urgence, les questions aux ministres devant être adressées uniquement par écrit.
En réponse aux manifestations de septembre 2020 contre le gouvernement, Tsveta Karayantcheva déclare : « Bien sûr, nous sommes légitimes. Nous avons gagné ce pouvoir en 2017, lorsque les élections ont été organisées par le gouvernement intérimaire de Roumen Radev ». Elle déclare que les manifestations ont été financées par la mafia et que l'accès au parlement pour les journalistes ne serait pas rétabli. Karayantcheva déclare précédemment que la décision de n'autoriser que des représentants des institutions de l'État au parlement fait partie des mesures visant à empêcher la propagation du Covid-19. Lorsqu'un jeune manifestant handicapé se voit refuser l'accès aux toilettes du hall du parlement, les manifestants laissent des lunettes de toilettes dans les escaliers du bâtiment afin de réclamer la démission de Tsveta Karayantcheva. En réponse à une résolution du Parlement européen critiquant le gouvernement bulgare, Tsveta Karayantcheva déclare: « La résolution est un acte politique sans valeur juridique ni législative ».
En octobre 2020, l'Assemblée débat d'une demande de destitution soumise par 96 membres du Parti socialiste bulgare et du Mouvement des droits et des libertés, arguant qu'elle a violé les règles du processus législatif et ignoré la Constitution,, Le vice-président du groupe parlementaire GERB, Krassimir Tsipov, rejette la demande en déclarant: « Madame Karayantcheva, vous n'avez pas perdu la confiance de la majorité qui vous a élue ». Elle est également soutenue par les Patriotes unis, Slavtcho Atanassov (en) déclarant: « J'affirme que cette femme politique n'a pas volé un sou à l'État depuis qu'elle est entrée en politique, contrairement aux dirigeants d'autres partis du village de Krouchovitsa ». La présidente du GERB, Daniela Daritkova, déclare que l'opposition n'a pas le droit de demander la démission après avoir boycotté les séances de l'Assemblée en solidarité avec les manifestants. Après trois heures de débat, elle conserve sa position avec 127 voix pour et 97 contre.
Tsveta Karayantcheva invite la Commission européenne, l'Assemblée parlementaire du Conseil de l'Europe, l'Organisation pour la sécurité et la coopération en Europe, la Commission européenne pour la démocratie par le droit et le Groupe d'États contre la corruption à envoyer des observateurs aux élections de 2021 après des spéculations sur l'équité. En janvier 2021, Tsveta Karayantcheva critique le président Roumen Radev pour s'être engagé dans des discussions qui ont sapé la confiance dans le processus électoral de 2021. Proche confidente du Premier ministre Boïko Borissov, elle rejette dans un premier temps l'annonce de l'ouverture d'une enquête à son encontre pour blanchiment d'argent en Espagne, la qualifiant de « fausse nouvelle ».

### Vie personnelle
Tsveta Karayantcheva est mariée à Ilia Karayantchev, qu'elle a rencontrée alors qu'elle était étudiante. Elle est grand-mère de deux enfants. Le 15 septembre 2019, la voiture que conduit Tsveta Karayantcheva est heurtée par un autre conducteur qui perd le contrôle près de Hitrino (en). Elle est transportée à l'hôpital avec une clavicule cassée et des vertèbres blessées. Le conducteur est inculpé, mais l'affaire est classée après que Tsveta Karayantcheva a exprimé le souhait qu'il ne soit pas puni.